# رود اوترویا
رود اوترویا (انگلیسی: Utroya) یک رودخانه در استان پسکوف کشور روسیه است.